# Start Deutsch
Start Deutsch ist der Name verschiedener Sprachprüfungen, die zur Feststellung von Deutschkenntnissen bei Erwachsenen genutzt werden. Sie werden vom Goethe-Institut (GI) und der telc gGmbH gemeinschaftlich getragen.

## Durchführung
Die Prüfungen werden weltweit nach einheitlichen Standards durchgeführt und ausgewertet. Lernende dokumentieren mit der erfolgreich abgelegten Prüfung Start Deutsch 1, dass sie die Kompetenzen der Stufe A1 des Gemeinsamen europäischen Referenzrahmens beherrschen, bzw. mit Start Deutsch 2, dass sie die Stufe A2 beherrschen.
Beide Prüfungen bestehen aus einer etwa einstündigen schriftlichen Einzelprüfung mit den Prüfungsteilen Hörverstehen, Leseverstehen und schriftliche Ausdrucksfähigkeit und einer circa 15-minütigen mündlichen Gruppenprüfung.